# Themistoklis Diakidis
Themistoklís Diakídis (griechisch Θεμιστοκλής Διακίδης, * 22. August 1882; † 8. Mai 1944 in Patras) war ein griechischer Hochspringer.
Bei den Olympischen Zwischenspielen 1906 in Athen teilte er sich mit übersprungenen 1,725 m die Bronzemedaille mit Herbert Kerrigan, hinter Con Leahy (1,775 m) und Lajos Gönczy (1,75 m). Im Standhochsprung wurde er Siebter mit 1,25 m.